# Lotus 32
La Lotus 32 era una vettura da Formula 2 prodotta dal Team Lotus nel 1964. Venne sviluppata a partire dalla Lotus 27 che veniva utilizzata in Formula Junior. Ne furono costruite dodici ma solo quattro furono completate per il Team Lotus di Ron Harris per i piloti Jim Clark e Mike Spence. Jim Clark con questa vettura vinse il campionato di Formula 2 del 1964.
Il telaio della vettura era completamente nuovo ed era una monoscocca di alluminio con paratie anteriori, centrali e posteriori in acciaio per arrivare al peso. Le sospensioni seguivano il solito schema Lotus con unità dotate di ammortizzatori e molle montate all'interno sulla asse anteriore e all'esterno su quello posteriore.
L'ampiezza della sospensione anteriore era leggermente più grande mentre la geometria di quelle posteriori venne modificata ed era ora, a differenza della precedente Lotus 27, completamente regolabile. I freni Girling erano montati all'esterno su tutte le ruote.
La Lotus 32 montava un motore Cosworth SCA da 998 cm³ con carburatori Weber 40DCM2. La potenza era di 115 hp (86 kW) a 8700 giri al minuto. Il motore era montato nel telaio inclinato di un angolo di 25 gradi ed era unito ad una trasmissione Hewland Mk IV a cinque velocità.
Alla fine della stagione di Formula 2 del 1964 Colin Chapman modificò la vettura realizzando la Lotus 32B. Dotata di un motore Climax da 2.495 cm³, sospensioni e ruote differenti venne utilizzata da Jim Clark nella Tasman Series del 1965, campionato che Clark vinse.

## La Lotus 32 11
La vettura restò in Nuova Zelanda e venne venduta a Jim Palmer che la condusse al quarto posto nella Tasman Series dell'anno successivo.